# Air Bank
Air Bank je česká bankovní instituce, která vznikla v roce 2011 a poskytuje finanční služby drobné (retailové) klientele prostřednictvím mobilní aplikace, internetového bankovnictví a vlastní pobočkové sítě.

## Historie
Air Bank vstoupila na český trh 22. listopadu roku 2011. Patří do skupiny PPF a je úzce propojená s jiným členem této skupiny, s úvěrovou skupinou Home Credit. Právě bývalý generální ředitel společnosti Home Credit Erich Čomor se stal prvním generálním ředitelem Air Bank. Bankovní licence byla udělena Českou národní bankou dne 31. května 2011:

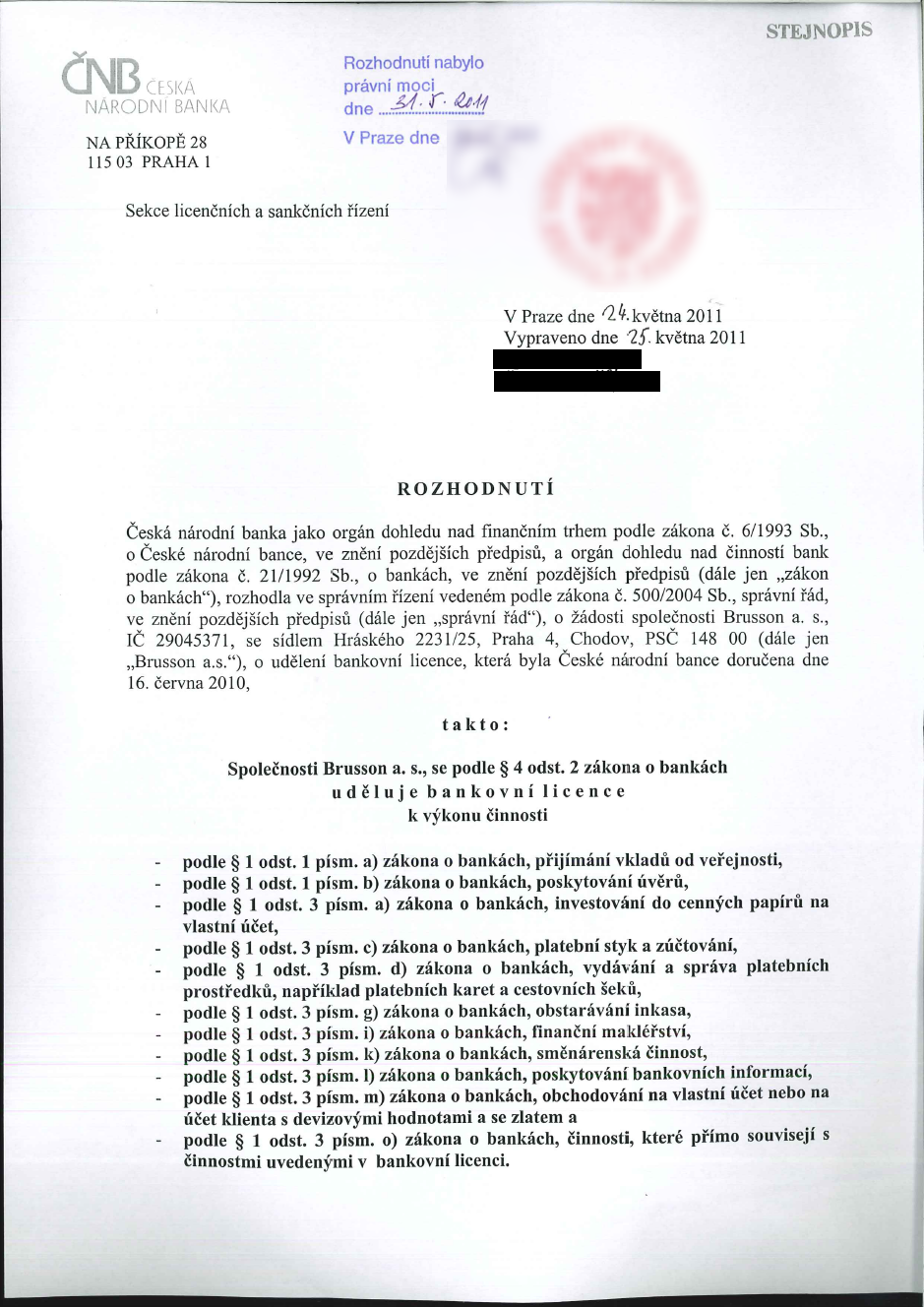
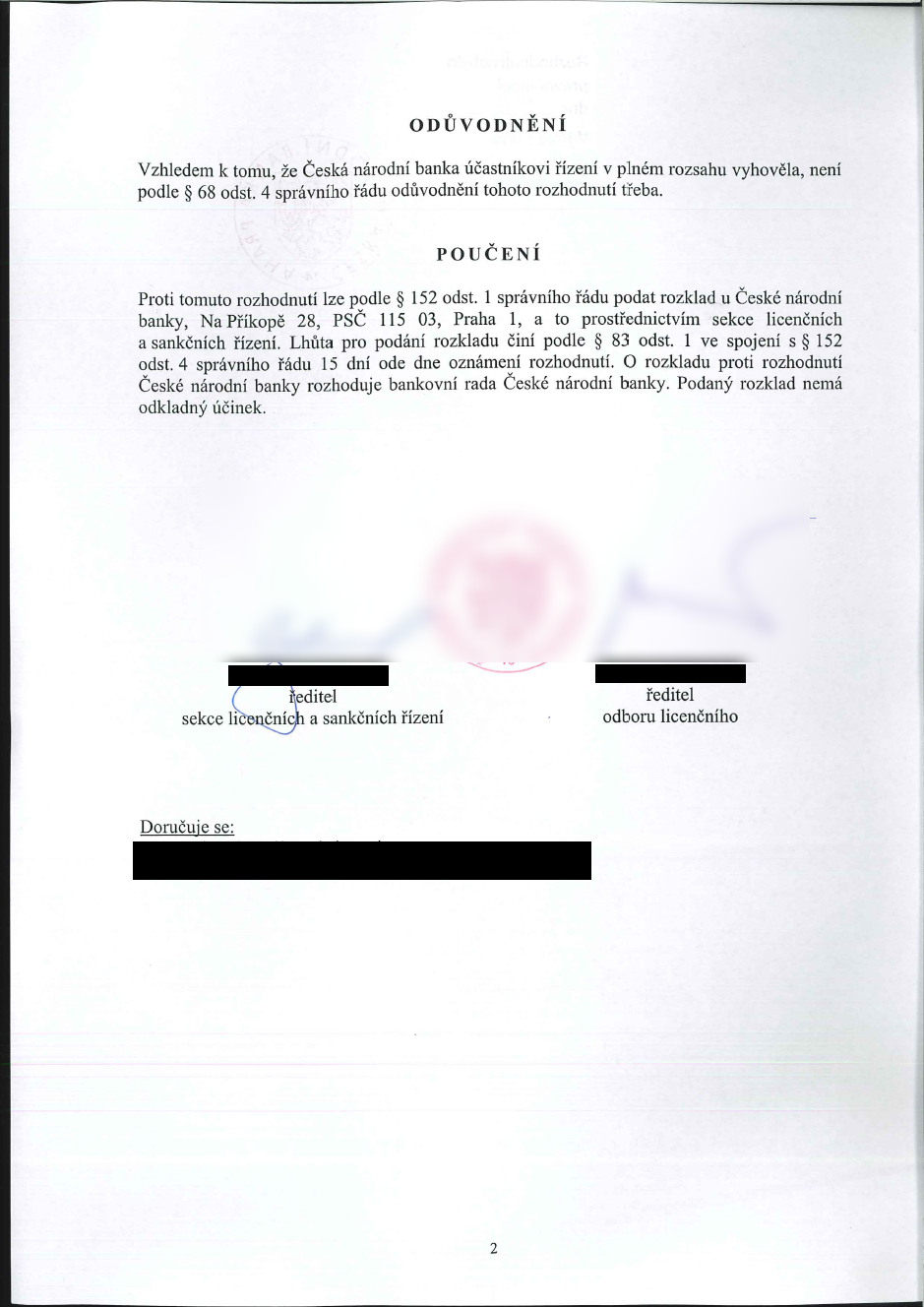

Air Bank se od svého vzniku zaměřuje na drobné (retailové) klienty, přičemž firmy přenechává PPF Bance.[zdroj?] Banka nabízí běžný účet, spořící účet i bezúčelové spotřebitelské půjčky s bonusem za bezproblémové splácení, hypotéky a další.
Od klasických bank se liší důrazem na jednoduchost, srozumitelnost, nízkými poplatky a příklonem k inovacím. Air Bank jako první v Česku umožnila například volbu nominální hodnoty vydávaných bankovek z bankomatu, umožnila první bezkontaktní výběr z bankomatu, nebo nabídla hypotéku, kterou lze kdykoliv a zdarma doplatit.
Air Bank měla za rok 2018 čistý zisk 1,4 miliardy korun, v zisku je každý rok od roku 2014 a počet jejích bankomatů se na konci roku zvýšil na 365. Banka překročila v prosinci 2018 hranici 670 tisíc klientů, počet jejich běžných účtů vzrostl na 746 818, objem vkladů na 102,1 miliardy korun a objem úvěrů na 46,3 miliardy korun. Celková bilanční suma Air Bank vzrostla ke konci roku 2018 na 112,4 miliardy korun.
Dne 8. října 2018 oznámila Air Bank, že uzavřela předběžnou dohodu o svém prodeji bance Moneta Money Bank. Spolu s ní měl být prodán také český a slovenský Home Credit. V únoru 2019 však bylo oznámeno, že kvůli neshodám o ocenění Air Banky a Home Creditu plánované spojení neproběhne. Tato fúze měla vést k vytvoření přední české retailové banky a druhého největšího poskytovatele spotřebitelských úvěrů v České republice.

## Služby
- Běžný účet
- Spořicí účet
- Spotřebitelský úvěr
- Kontokorent
- Hypotéka
- Internetové bankovnictví
- Bankomaty a vkladomaty
- Cestovní pojištění, osobní pojištění (pravidelných výdajů, pro případ úmrtí a invalidity 3. stupně...)
- Podnikatelský účet

Air Bank také umožňuje svým klientům převést si k ní úvěry odjinud, včetně převedení hypotéky. Při převodu několika úvěrů najednou je lze rovnou konsolidovat do jednoho.
Air Bank vydala v roce 2017 aktualizovanou mobilní aplikaci My Air, která má za úkol zjednodušit služby, které klienti jinak využívají na svých běžných účtech prostřednictvím internetového bankovnictví.

### Garance úroků – kontroverze
Společnost při založení lákala nové zákazníky na tzv. garanci TOP 3, kdy úročení na účtech mělo být mezi třemi nejvyššími sazbami na trhu. Společnost jak na svých stránkách, tak v reklamních spotech tvrdila, že tato garance je „na vždy, na pořád“. Nicméně při dosažení 500 tisíc zákazníků tuto garanci zrušila, což vedlo k podání jedné evidované neúspěšné stížnosti u ČNB. Tato marketingová aktivita byla označena Českou bankovní asociací jako odporující jejímu etickému kodexu a Rada pro reklamu označila reklamu Air Bank za klamavou.

## Ocenění

### Banka roku
- 2013 – Fincentrum banka roku: Air Bank se umístila na 1. místě v kategoriích Nejdynamičtější banka a Účet roku za Běžný účet od Air Bank[14]
- 2014 – Fincentrum banka roku: Air Bank obhájila 1. místo v kategorii Nejdynamičtější banka roku a umístila se na 3. místě v kategorii Účet roku za Běžný účet od Air Bank[15]
- 2015 – Fincentrum banka roku: 3. místo v kategorii Banka roku, 1. místo v kategorii Nejdynamičtější banka roku a 1. místo v nové kategorii Online banka roku[16]
- 2016 – Fincentrum banka roku: v roce 2016 Air Bank počtvrté za sebou vyhrála kategorii Nejdynamičtější banka roku, obsadila podruhé 1. místo v kategorii Online banka roku, získala 2. místo v kategorii Účet roku za Běžný účet a také získala 2. místo v kategorii Hypotéka roku za Převod Hypotéky[17]
- 2017 – Banka roku: v ročníku 2017 došlo k výraznějším změnám v soutěži. Oficiální název soutěže se změnil z Fincentrum banky roku jen na Banka roku, došlo ke změnám a snížení počtu kategorií.[18] Air Bank získala 3. místo v kategorii Banka bez bariér a 3. místo v kategorii Hypotéka roku za produkt Nová hypotéka s chytrou rezervou[19]
- 2018 – Banka roku: v roce 2018 získala Air Bank 3. místo v kategorii Banka roku, 3. místo v kategorii Banka zákazníků a 2. místo v kategorii Hypotéka roku[20]
- 2019 – Banka roku: v roce 2019 získala Air Bank 1. místa v kategoriích Banka roku a Banka zákazníků a 3. místo v kategorii Hypotéka roku[21]

### Nejlepší banka
- 2018: v roce 2018 obsadila Air Bank 2. místo v kategorii Klientsky nejpřívětivější banka roku a 3. místo v kategorii Bankovní inovátor za platby mobilem ve vlastní aplikaci My Air[22]
- 2019: v roce 2019 si Air Bank odnesla titul Nejlepší banky roku a 2. místo v kategorii Klientsky nejpřívětivější banka roku[23]

### Vstřícná banka
V prvním čtvrtletí roku 2016 byla Air Bank v projektu klientského ratingu GEEN hodnocena jako nejvstřícnější banka, vystřídala Fio banku. Podle odborné poroty se jednou z největších předností stal sazebník banky, který charakterizovala jako jednoduchý a přehledný. Tuto pozici ale banka ztratila a ve druhém čtvrtletí roku 2017 se na první místo dostala opět Fio banka. Za rok 2018, vyhlášený v říjnu 2019, se opět na přední příčce umístila Air Bank.